# Kim Daugaard (fodboldspiller)
 Der er flere personer med dette navn, se Kim Daugaard.
Kim Daugaard Hansen (født 29. marts 1974) er en dansk fodboldtræner og tidligere professionel fodboldspiller, der har spillet på midtbanen og i forsvaret for Brøndby IF fra 1993 til 2008. Han har spillet mere end 450 kampe for klubben og vundet fem Superliga-mesterskaber. Han har repræsenteret Danmarks U/21-fodboldlandshold i 17 kampe fra 1994 til 1996, men har aldrig spillet for Danmarks fodboldlandshold.

## Klubkarriere
Daugaard spillede på Herfølge BK's ungdomshold før han flyttede til Brøndby IF, som han repræsenterede på U/19-landsholdet. Han underskrev sin første professionelle kontrakt med Brøndby IF i januar 1993 sammen med U/19-landsholdskammeraterne Allan Ravn og Ole Puggard. Han fik sin seniordebut for brøndby 3. juli 1993, og var en del af Brøndbys pokalvindende hold i 1994. Daugaard blev kaldt op til U/21-landsholdet i maj 1994, og han nåede at spille 17 kampe og score et enkelt mål indtil juli 1996.
Daugaard etablerede sig i Brøndbys startopstilling i 1995-96-sæsonen under træner Ebbe Skovdahl. Daugaard missede kun otte af de 99 ligakampe Brøndby spillede fra 1996 til 1998, hvor holdet vandt mesterskabet tre gange i træk. Holdet vandt ligeledes pokalturneringen i 1998, og Daugaard selv blev kåret til Brøndby IF's Årets Spiller i 1998.Daugaard blev kaldt op til ligalandsholdet, der består af de bedste Superligaspillere, flere gange, og spillede syv uofficielle ligalandsholdskampe fra januar 1997 til januar 2000.
Da Åge Hareide blev ansat som ny Brøndbytræner i januar 2000, før 2000-01-sæsonen, modtog Daugaard hård konkurrence fra de svenske spillere Krister Nordin og Magnus Svensson. Daugaard tilkæmpede sig igen sin startposition under 2003-04-sæsonen under den nye træner Michael Laudrup. Han spillede 31 af 33 kampe i 2004-05-sæsonen, som Brøndby endte med at vinde. Med et mål i pokalfinalen i 2005 hjalp Daugaard sit hold til the Double det år.
Kim Daugaard var engang tæt på at takke ja til et lukrativt tilbud fra den svenske klub Brommapojkarna men blev altså i Brøndby. 
I sommeren 2008 forlængede Daugaard sin kontrakt med Brøndby IF endnu et halvt år.
Kim Daugaard har i sommeren 2012 underskrevet en 1-årig kontrakt med Frederiksværk fodboldklub som klubtræner og spillende assistenttræner, med fokus på førsteholdet og U-19, U-17 og U-15 .

## Titler
- Superligaen
  - Vinder (5): 1995-96, 1996-97, 1997-98, 2001-02, 2004-05
- Landspokalturneringen
  - Vinder (5): 1993-94, 1997-98, 2002-03, 2004-05, 2007-08
- Royal League
  - Vinder (1): 2006-07
- Årets Spiller i Brøndby IF 1998